# Josep Soler
Pour les articles homonymes, voir Soler.
Josep M. Soler est un joueur de football catalan, 5e président du FC Barcelone du 6 octobre 1905 au 6 octobre 1906.
Son mandat n'était que de 1 ans puisqu'il avait été inclus entre le 6 octobre 1905 et le 6 octobre 1906. Il était caractérisé par les difficultés de chaque classe, tant dans l'ordre social (le club ne comptait plus que 198 membres), ainsi que dans les domaines économique et sportif. À ce stade, il était également président de la Fédération catalane de football.
Le 24 juin 2011, le club a lancé un appel public pour obtenir une photo du président Soler, qui est la seule non disponible.